# 도입 페이지
도입 페이지(doorway page)는 검색 엔진의 인덱스를 이용하는 스팸의 일종으로 다른 페이지로 이동시켜 버리는 웹 페이지를 뜻한다.

## 개요
방문자가 검색 결과 페이지에서 도입 페이지를 클릭하면, 대부분은 Meta refresh 태그를 통해 다른 페이지로 방문자를 보내게 된다. 다른 방식으로는 자바스크립트를 이용하거나 서버 쪽에서 .htaccess 파일 등을 이용해 이루어지는 경우가 있다. 경우에 따라서는 펄이나 PHP 같은 스크립트 언어를 이용해 유동 페이지(dynamic page)로 만들기도 한다.
사람이 아닌 검색 엔진만을 염두에 두고 만들어진 도입 페이지들은 정상적인 페이지와 쉽게 구분할 수 있다. 도입 페이지들은 높은 순위에 올라가는 페이지를 그대로 복사하기도 하는데, 물론 이렇게 하면 검색 엔진이 중복 페이지로 인식해 검색 결과 목록에서 제외시킬 가능성이 높기 때문에 잘 이루어지지는 않는다.
어떤 도입 페이지들은 ‘클로킹’(clocking) 방식을 쓰기도 하는데, 유저 에이전트나 IP 주소를 인식해 실제 사용자와 검색 엔진 크롤러가 보는 페이지를 다르게 하여 검색 엔진을 속이는 방법이다.

## 대표적인 사례
- 2006년, BMW 사이트인 bmw.de는 검색 엔진 최적화를 하는 과정에서 도입 페이지를 여러 개 생성, 구글 검색 결과에서 한 때 제외되기도 했다.

## 같이 보기
- 파밍
- URL 리다이렉션